# Base aérea de Diáguilevo

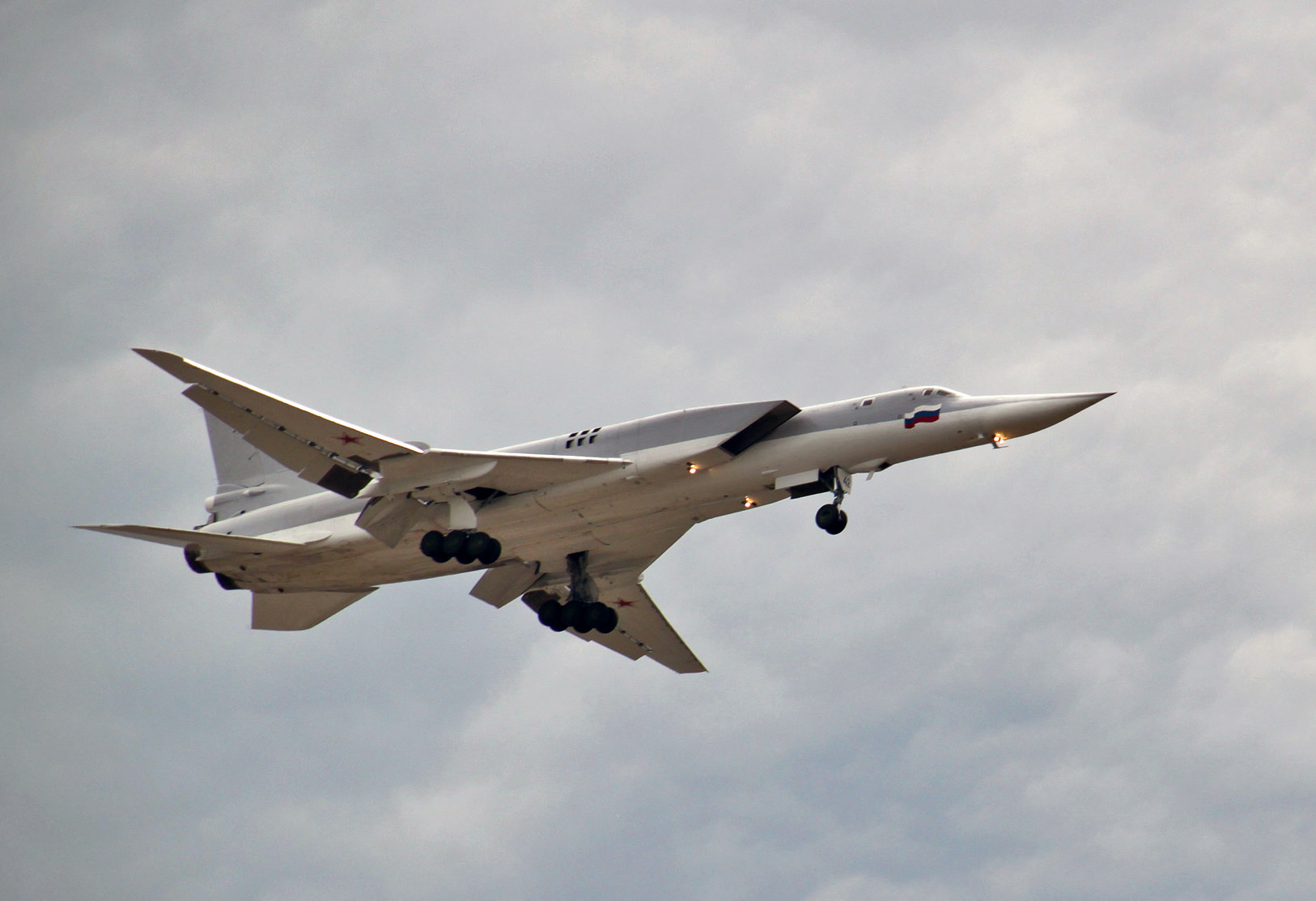
Tu-22M3 listo para aterrizar en la base aérea de Diáguilevo

Diáguilevo (en ruso: Дягилево) (ICAO: UUBD - УУБД), es una base aérea en la óblast de Riazán, Rusia, situada a 11 kilómetros al oeste de Riazán. Ha servido de base de entrenamiento para la fuerza de bombarderos estratégicos de Rusia.

## Pista
La base aérea de Diáguilevo dispone de una pista de hormigón en dirección 06/24 de 3.000x70 m. (9.842x230 pies).

## Historia
En 1955 había solo 6 bases soviéticas capaces de albergar a los bombarderos Myasishchev M-4. En 1967 había 7 Tupolev Tu-22 utilizados para entrenamiento.
En 1973 recibió a 2 aviones Tu-22M0. En 1985 el 49 TBAP (49.º Regimiento Aéreo de Bombarderos Pesados) llevó a Dyagilevo, utilizando aviones Tu-22M y Tu-95, y de hecho convirtiéndose en ITBAP (regimiento de entrenamiento). Este Regimiento Aéreo fue disuelto en el año 1997.
También fue la base para el 43 TsBP PLS (en ruso: ЦБП ПЛС, Центр боевого применения и переучивания лётного состава, 43.º Regimiento de Entrenamiento de Combate de Bombarderos Pesados), que incluían aviones Tu-22M3, Tu-95MS, y Tu-134UBL de entrenamiento.
En 1994 recibió a 24 bombarderos Tu-95K (Bear-G) a disposición del tratado START II. Algunos Tu-16, Tu-22, y M-4 fueron conservados.
En la propia base aérea se encuentra el Museo de Aviación de Largo Alcance (en ruso: Музей Дальней авиации).
Desde el año 2000 es la base para el 203.er Regimiento de Repostaje Aéreo de la Guardia "Águilas" (en ruso: отдельный гвардейский Орловский авиационный полк). Esta unidad participó en el 63.er "Desfile de la Victoria" contra la Alemania nazi realizado en la Plaza Roja de Moscú el 9 de mayo de 2008.
El 5 de diciembre de 2022, la base fue atacada por drones ucranianos Túpolev Tu-141 que dañaron un bombardero Tu-22M3 y destruyeron un camión de combustible; tres miembros del personal murieron y cinco resultaron heridos. La Base de la Fuerza Aérea de Engels también fue atacada esa misma noche. El 14 de diciembre, un dron suicida Shahed 136 fue derribado en Kiev, el dron tenía escrito en el fuselaje en ruso «Por Riazán».

## Unidades operativas en Dyagilevo
- 43.er Regimiento de entrenamiento de bombarderos pesados, volando Tupolev Tu-22 y Tu-95.
- 203.er Regimiento de Repostaje Aéreo de la Guardia (en ruso: ОГАП СЗ, OGAP SZ, отдельный гвардейский авиаполк самолётов-заправщиков), volando avión cisterna Il-78.[9]